# Al-Barsza
Al-Barsza (arab. البرشاء) – grupa osiedli w Dubaju.
Osiedle należy do nowych projektów urbanistycznych powstałych w zachodniej części Dubaju. Do Al Barsha prowadzą dwie drogi E11 i E311. Dzieli się na kilka mniejszych osiedli:
- Al Barsha First
- Al Barsha Second
- Al Barsha Third
- Al Barsha South One
- Al Barsha South Two
- Al Barsha South Three
- Al Barsha South Four
- Al Barsha South Five